# Hyphessobrycon langeanii
Hyphessobrycon langeanii är en fiskart som beskrevs av Lima och Moreira 2003. Hyphessobrycon langeanii ingår i släktet Hyphessobrycon och familjen Characidae. Inga underarter finns listade i Catalogue of Life.